# Nelly Ciobanu
Nelly Ciobanu (numele adevărat este Nelea Ciobanu-Mărgineanu), (n. 28 octombrie 1974 în satul Cania, raionul Cantemir, Republica Moldova) este o cântăreață de muzică ușoară. Pe 14 februarie 2009 este aleasă de juriul de specialitate și de televoting să reprezinte Republica Moldova la Concursul Muzical Eurovision 2009 cu piesa Hora din Moldova. Pe 14 mai participă la semifinala a doua a concursului, calificându-se în marea finală de pe 16 mai.
Succese:
- „Ialta-98” (Ucraina) – premiul II
- „Vocile Asiei” (Kazahstan) – premiul II
- „Vl. Ivasiuc” (Ucraina) – premiul I
- „Schiful de aur” (Ucraina) - premiul III
- „Șlagărul de aur” (Belarus) – premiul III
- „Slavianskii Bazar” (Belarus) – premiul I
- „Jocurile Delfice” (Rusia) – medalia de bronz
- „Festivalul ART” (Coreea) – medalia de argint
- 2003 – concursul „New Wave” (Iurmala)

În 2011 Nelly a devenit artistă a poporului. În 2006 a adus pe lume o fetiță, iar din 2007 prezintă o emisiune de divertisment la Moldova 1 — „Vedete la bis”.